# Нішель Прінс
Нішель Прінс (англ. Nichelle Prince; нар. 19 лютого 1995, Аджакс) — канадська футболістка, олімпійська медалістка. Нападник футбольної команди «Х'юстон Даш» та національної збірної Канади.

## Ігрова кар'єра
Футбольну кар'єру розпочала в 2013 виступами за юніорську футбольну команду Університету штату Огайо. У складі команди відіграла чотири сезони.
На драфті 2017 під 28-и номером, була обрана футбольною командою «Х'юстон Даш». Наразі в складі клубу з Х'юстона провела 13 матчів в яких забила 2 голи.

## Збірна
2012 залучалась до складу юніорської збірної Канади. На юніорському рівні провела 9 матчів, забила три голи.
Залучалась до складу молодіжної збірної Канади в 2014, провела в складі молодіжної збірної 4 матчі в яких відзначилась один голом.
У складі національної збірної Канади дебютувала в 2013. Наразі в складі національної збірної провела 29 матчів забила 6 голів.

## Титули і досягнення
Канада
- Бронзова призерка Олімпійських ігор (1): 2016.[6]